# Il canto del West
Il canto del West (Wagon Wheels) è un film del 1934 diretto da Charles Barton.

## Distribuzione
La pellicola è stata distribuita nelle sale cinematografiche statunitensi a partire dal 15 settembre 1934.